# Colette Brand
Colette Brand (5 de noviembre de 1967) es una deportista suiza que compitió en esquí acrobático, especialista en la prueba de salto aéreo.
Participó en dos Juegos Olímpicos de Invierno, en los años 1994 y 1998, obteniendo una medalla de bronce en Nagano 1998, en el salto aéreo.

## Medallero internacional
| Juegos Olímpicos | Juegos Olímpicos | Juegos Olímpicos  | Juegos Olímpicos |
| Año              | Lugar            | Medalla           | Competición      |
| ---------------- | ---------------- | ----------------- | ---------------- |
| 1998             | Nagano (Japón)   | Medalla de bronce | Salto aéreo      |